# Octobre 2008 en sport

## Principaux rendez-vous
- 29 septembre au 4 octobre 2008 : Championnat d'Europe de rink hockey masculin des moins de 20 ans 2008
- 30 septembre au 19 octobre 2008 : Coupe du monde de futsal de 2008
- 1er au 7 octobre 2008 : Coupe d'Asie de volley-ball féminin 2008
- 4 octobre 2008 : Petit Le Mans 2008
- 4 au 12 octobre 2008 : Championnats d'Europe de tennis de table 2008
- 5 octobre 2008 : Tour de Vendée 2008
- 5 au 11 octobre 2008 : Championnat du monde de rink hockey féminin 2008
- 10 au 12 octobre 2008 : Championnats du monde de gymnastique acrobatique 2008
- 10 au 19 octobre 2008 : Série de championnat de la Ligue américaine de baseball 2008
- 11 octobre 2008 : Championnats du monde d'Ironman 2008
- 11 au 18 octobre 2008 : Championnat d'Asie et d'Océanie de volley-ball féminin des moins de 18 ans 2008
- 11 au 19 octobre 2008 : Championnat du monde de squash féminin 2008 et Championnat du monde de squash masculin 2008
- 12 octobre 2008 : Grand Prix automobile du Japon 2008, Marathon de Chicago 2008 et Paris-Tours 2008
- 15 au 18 octobre 2008 : Championnats d'Europe d'escalade 2008
- 18 octobre 2008 : Tour de Lombardie 2008
- 19 octobre 2008 : Grand Prix automobile de Chine 2008
- 22 au 29 octobre 2008 : Série mondiale 2008
- 24 au 26 octobre 2008 : Grand Prix moto de la Communauté valencienne 2008
- 25 au 31 octobre 2008 : Qatar Classic féminin 2008
- 27 au 31 octobre 2008 : Qatar Classic masculin 2008
- 25 octobre au 1er novembre 2008 : Championnat du monde B de rink hockey masculin 2008
- 26 octobre 2008 : Championnats du monde Xterra 2008
- 26 octobre au 22 novembre 2008 : Coupe du monde féminine de rugby à XIII 2008